# Фейзич, Ясмин
Я́смин Фе́йзич (босн. Jasmin Fejzić; род. 15 мая 1986[…], Живинице) — боснийский футболист, игравший на позиции вратаря. Выступал за сборную Боснии и Герцеговины.

## Карьера
Фейзич начал молодёжную карьеру в ТСВ Элтингене, сыграв там 5 лет. Потом он перешёл в молодёжный клуб «Штутгартер Кикерс», где сыграл до июля 2004 года, и был переведен в основную команду «Штутгартер Кикерс». В нём он сыграл один год, выйдя в 3 матчах. 23 июня 2005 года, Ясмин перешёл в дубль «Гройтера», выступавший в Баварской футбольной лиге. Два раза он выходил в форме основной команды Гротера. С 2007 по 2009 год Фейзеч был отдан в аренду «Айнтрахту», из города Брауншвейг. Летом 2012 года, Ясмин перешёл в клуб из Второй Бундеслиги, «Аален». В 2015 году подписал двухлетний контракт с «Айнтрахтом» из Брауншвейга.
В марте 2013 года, Фейзич получает приглашение в сборную, за которую он провёл один официальный матч.